# Horváth Kristóf
Horváth Kristóf (Körmend, 1993. február 22. –) versenytáncos, táncművész, MTASZ pontozóbíró.
A Szegedi Tudományegyetem Juhász Gyula pedagógus karán sportedzőként végzett. Többszörös magyar válogatott ifjúsági és felnőtt korosztályban. A latin-amerikai és a standard táncok professzionális versenyszerű táncosa és oktatója.
2016: Szatmári Orsolya táncpartnerével megalapították a Presidance Táncsport Egyesületet.
2016: A saját egyesületük színeiben Word Artistic Dance Federation hétszeres világbajnokok.
2018-tól professzionista kategóriában táncol.

## Eredmények
- 2007: Nyugat-területi junior bajnokság 2. hely
- 2008: Formációs magyar bajnokság junior 2. hely
- 2008: Formációs világbajnokság junior 1. hely
- 2010: Ifjúsági országos 4. hely
- 2010: Ifjúsági magyar válogatott
- 2011: Ifjúsági magyar bajnokság 6. hely
- 2011: Kelet-területi ifjúsági bajnokság 4. hely
- 2011: Ifjúsági ranglista 4. hely
- 2012: Osztrák válogatott
- 2012: Lower Austrian Regional Latin Championships 1. hely
- 2012: Austrian National Latin Championships 2. hely
- 2012: Styrian Austrian Regional Latin Championships 1. hely
- 2014: Magyar bajnokság Rising Star 3. hely
- 2014: Magyar válogatott
- 2015: Budapest bajnokság 1. hely
- 2012: WADF Európa-bajnokság 4-tánc 2. hely
- 2016: WADF világbajnokság 4-tánc 1. hely
- 2016: WADF világbajnokság Samba 1. hely
- 2016: WADF világbajnokság Cha-cha-cha 1. hely
- 2016: WADF világbajnokság Rumba 1. hely
- 2016: WADF világbajnokság Paso Double 1. hely
- 2016: WADF világbajnokság Jive 1. hely
- 2016: WADF világbajnokság Show Tánc 1. hely
- 2019: Professzionista Latin Ranglista 1. hely

## Díjak, elismerések
- 2010-2011. évi hazai rendezésű WDSF Open táncversenyeken való eredményes részvételéért elismerésben részesül a Magyar Táncsport Szakszövetségtől
- 2016-ban Sportolói kitüntetés Szentgotthárd város sportjának 130 éves év fordulóján
- 2017 Vas megyei Príma Díj jelölt
- 2018-ban Szentgotthárd élő legendái közé választották